# 雑食

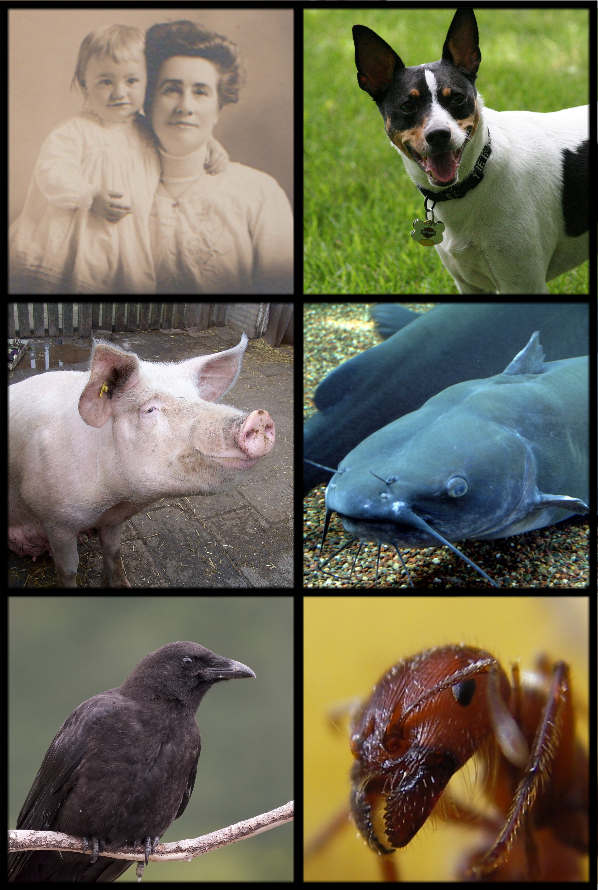
雑食の例。
1列目:人間と犬
2列目:家畜豚と歩くナマズ
3行目:アメリカガラスと肉アリ

雑食（ざっしょく、英語: omnivore）とは、人間又は動物が、他の動物の肉、植物双方を食べることである。あるいは、肉以外（魚類や甲殻類など）の動物や菌類（キノコなど）を食べるなどの一部、肉と草のどちらにも当てはまらない生物を食べるについても当てはまる場合があるとされる。オムニボアとも呼ばれる。

## 野生動物の雑食
基本的に、草食は肉食より消化が難しい。組織が硬い上に、分解困難な成分が多いためである。逆に、自然界での現存量では、圧倒的に植物が多い。
日本の大型哺乳類では、純粋の肉食のものはほとんどいない。タヌキ、テンは果実を多く食べる。クマは基本的に肉食動物だが、日本のクマ（北海道のヒグマと本州と四国のツキノワグマ）はそれほど肉に依存していない。逆に草食動物では、イノシシはミミズやサンショウウオなど小動物をしばしば捕食する。
日本列島のように狭い生息域では、純粋に肉食の生活を維持するのは困難であり、そのような場合、肉食性の動物が植物性の餌とする対象は、まず果実である。果実は、種子運搬の代償として植物の方から提供している面があり、植物組織の中ではとりわけ消化しやすい。つまり、肉食動物のような、草食動物としての適応をもたないものも利用可能である。したがって、これを取ることで雑食生活をするものが多い。

## 人間にかかわる雑食
ベジタリアンは別にして、人間は基本的に雑食である。エスキモーの伝統的な食文化や伝統的なモンゴル料理は、気候的制約から大幅に肉食寄りではあるが、種類は少ないものの植物性の食材も取り入れられている。
また、人間と一緒に生活するペットであるイヌやネコは、家畜となる以前の生態は明らかに肉食性であったが（分類上も食肉目に属する）、人間と生活するようになると、人間が食べるものと同じものを食べるようになり、結果的に雑食になったと思われる。また、ウシなどの人間に食べられる事を前提とした家畜は、草食性であっても商品価値を高めるための都合や成長促進のため、肉骨粉などを食べさせられており、これも結果的には雑食になる（ただし、こちらは肉と認識して食べてはいない）。これも人間の都合によって食べるものが変わった例といえるだろう。